# Елизавета Вроцлавская
Елизавета Вроцлавская (пол. Elżbieta wrocławska; между 1224 и 1232 годами — 16 января 1265) — жена князя познанского, калишского и гнезненского Пшемысла I.

## Биография
Елизавета была шестой из десяти детей князя-принцепса Польши и князя Вроцлавского Генриха II Набожного и Анны Легницкой, дочери короля Чехии Пржемысла Отакара I.
Елизавета провела свое детство в монастыре Святой Ядвиги в Тшебнице, где ее воспитанием занималась бабушка по отцовской линии Ядвига Силезская, которая оказала большое влияние на внучку. Неизвестно, оказывали ли на Елизавету давление, чтобы она приняла постриг. Елизавета оставалась в Тшебнице до 1244 года, пока ее не забрал брат Болеслав II Рогатка для того, чтобы выдать замуж за князя Пшемысла I Великопольского.
Этот брак был заключен по политическим причинам, как и большинство браков правителей того времени. Пшемысл хотел вернуть себе всю территорию Великой Польши, отобранную в свое время у его отца Владислава Одонича дедом Елизаветы Генрихом I Бородатым. Этот брак способствовал примирению Пшемысла I с силезскими Пястами и возвращению ему в том же году Калишского княжества.
Мало что известно о правлении Елизаветы в качестве княгини-консорта. В 1250 году она основала монастырь в Овиньске. Несколько монахинь были привезены ею сюда из ее родного монастыря в Тшебнице.
Князь  Пшемысл I скончался 4 июня 1257 года, оставив Елизавете в качестве вдовьего удела село Модже. Елизавета умерла в нем 16 января 1265 года и была похоронена рядом с мужем в Соборе Святых Петра и Павла в Познани.

## Брак и дети
В 1244 году Елизавета Вроцлавская вышла замуж за князя великопольского Пшемысла I. От этого брака родилось пятеро детей:
- Констанция (1245/1246 — 8 октября 1281), жена Конрада I, маркграфа Бранденбургского
- Евфросинья (1247/1250 — 17/19 февраля 1298), аббатиса монастыря Святой Клары в Тшебнице
- Анна (1253 — после 26 июня 1295), аббатиса монастыря в Овинске
- Евфимия (1253 — 5 сентября 1298), монахиня монастыря Святой Клары в Вроцлаве
- Пшемысл II (14 октября 1257 — 8 февраля 1296), князь великопольский, князь-принцепс и король Польши